# Grotte Hongya
La grotte Hongya, aussi appelée Hongya Dong (chinois : 洪崖洞, pinyin : hóng yá dòng, litt. « grotte de la falaise inondée ») ou Hongya Cave, est un complexe de bâtiments sur pilotis de 10 étages situé en Chine à Chongqing dans le quartier central de Jiefangbei (en). Il comprend une série de structures construites à flanc de colline le long de la rive sud de la rivière Jialing, et constitue l'une des attractions touristiques les plus populaires de la ville.
Le complexe se compose d'espaces commerciaux et d'hôtels. Le troisième étage comprend un marché alimentaire qui est réputé pour ses boutiques d'épices dont le mala (en) est particulièrement apprécié. Au dernier étage du complexe se trouve une plate-forme panoramique où l'on peut observer le Jialing. Il est souvent comparé à un bâtiment que l’on peut voir dans le film d'animation japonais Le Voyage de Chihiro (2001).

## Histoire
On pense que le complexe existe comme forteresse depuis l'époque de l'ancien État de Ba (1046 av. J.-C. - 256 av. J.-C.) jusqu'à la fin de la dynastie Qing. Son histoire remonte à la porte Hongyang, datée du 14e siècle au début de la dynastie Ming. Des maisons sur pilotis (diaojiaolou) sont construites le long du fleuve et habitées jusqu'en 1949 lorsque l'industrie maritime décline et que les diaojiaolou sont laissées en désuétude avant d'être démolies à partir de 2005 par le gouvernement local. De nouveaux bâtiments dans le style des diaojiaolou sont bâtis sur place. La construction du nouveau complexe parallèlement à la préservation débute en 2006 et est dirigée par l'entreprise Shenzhen Huazhu Architectural & Engineering Design.

## Galerie

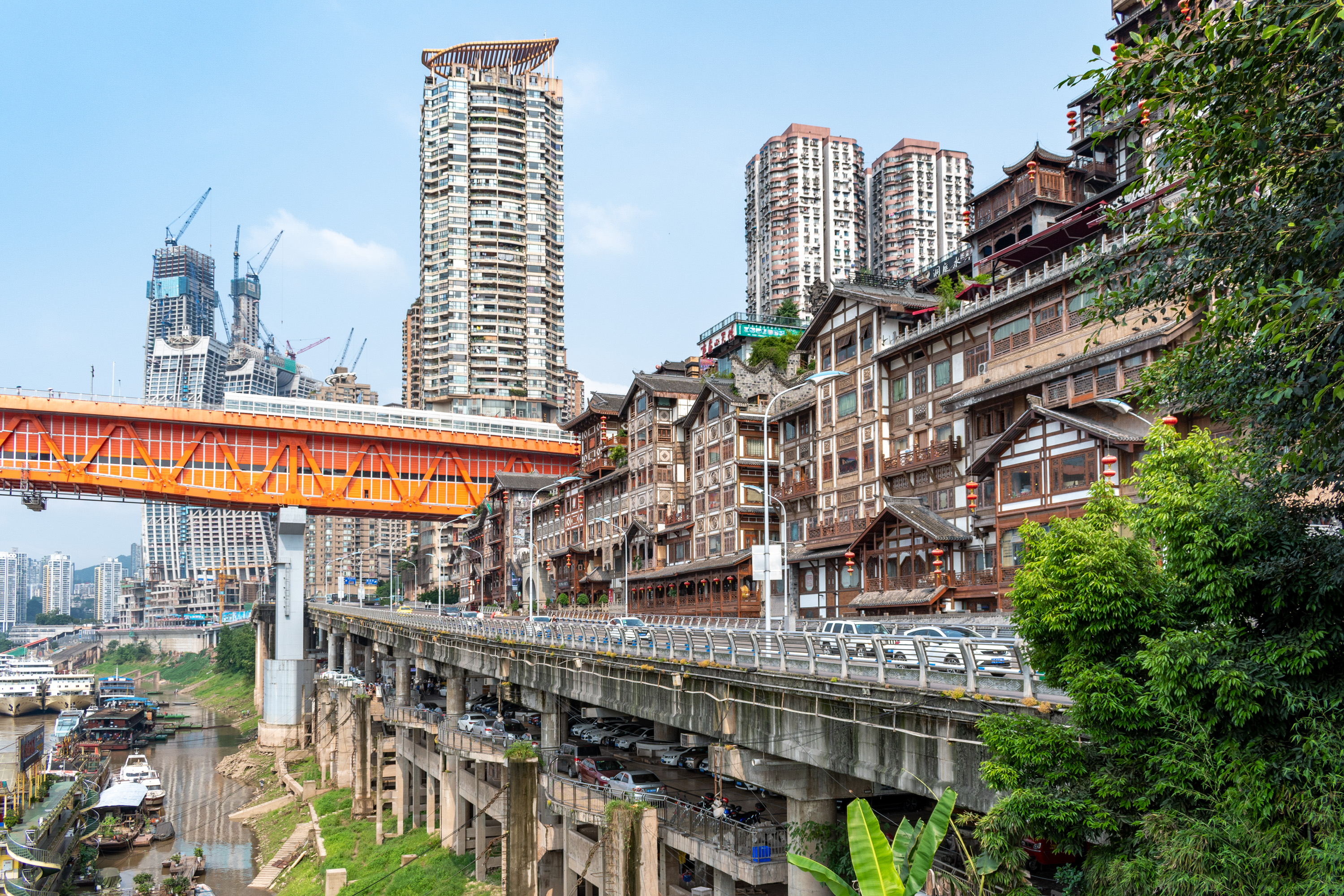
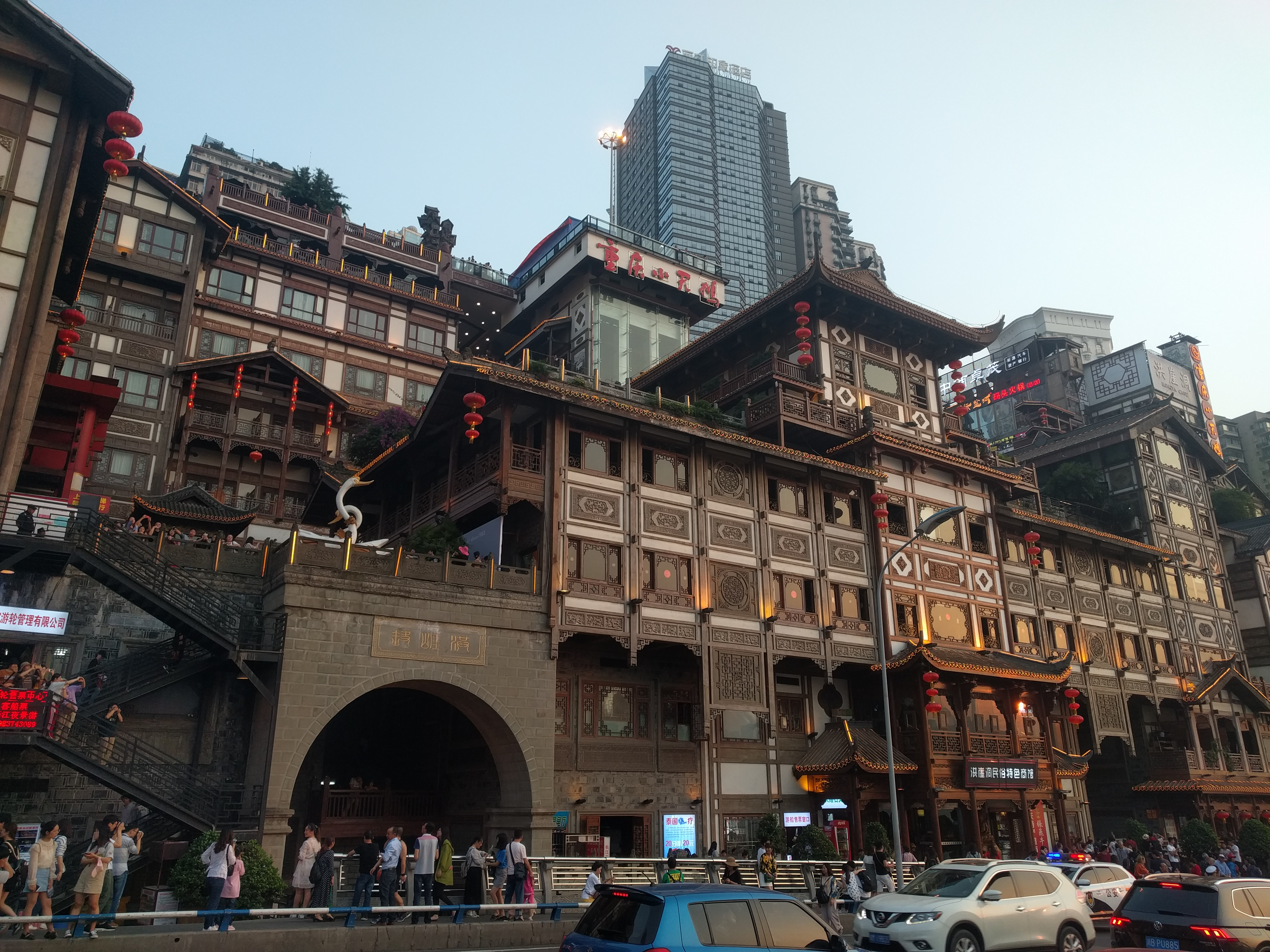
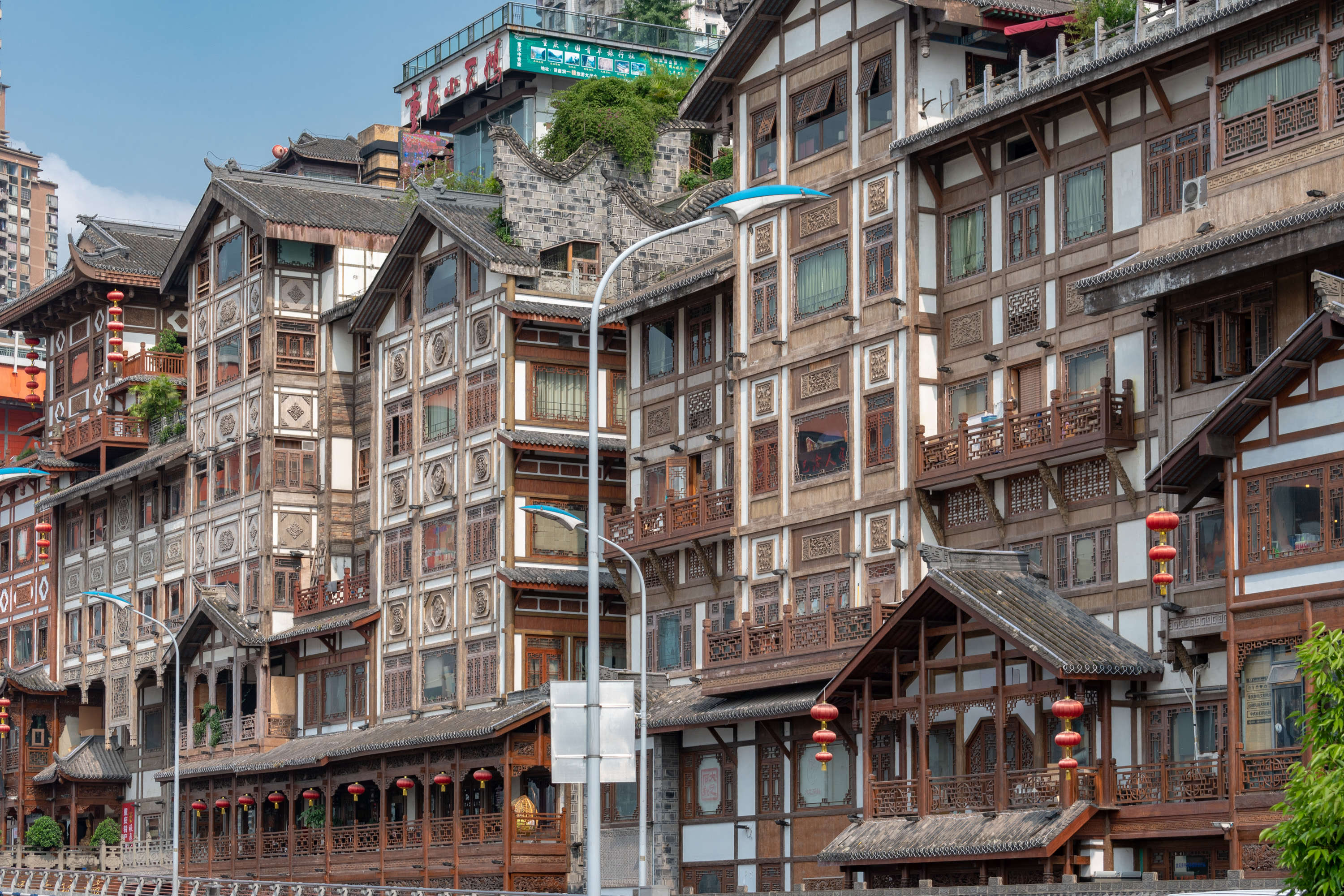
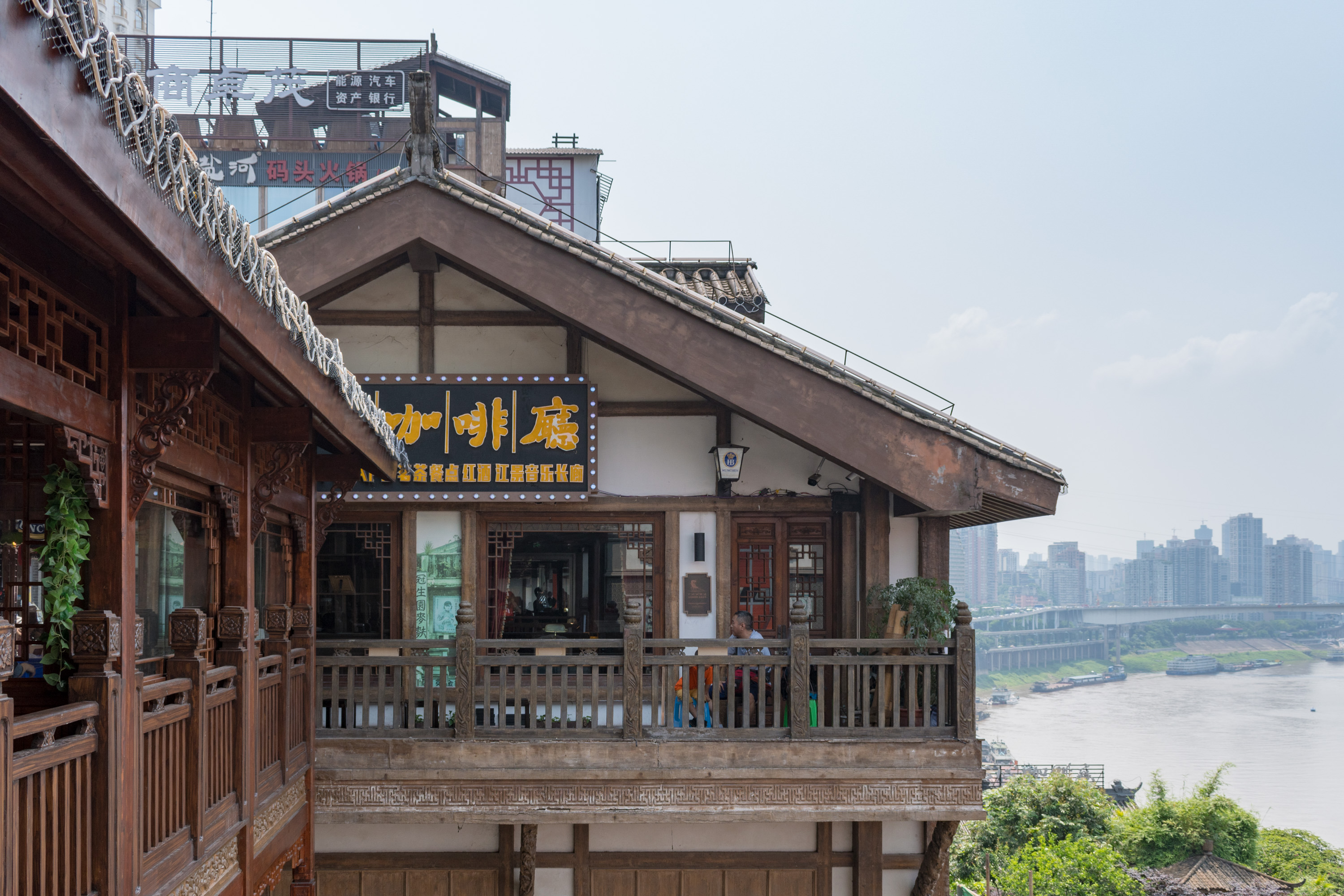
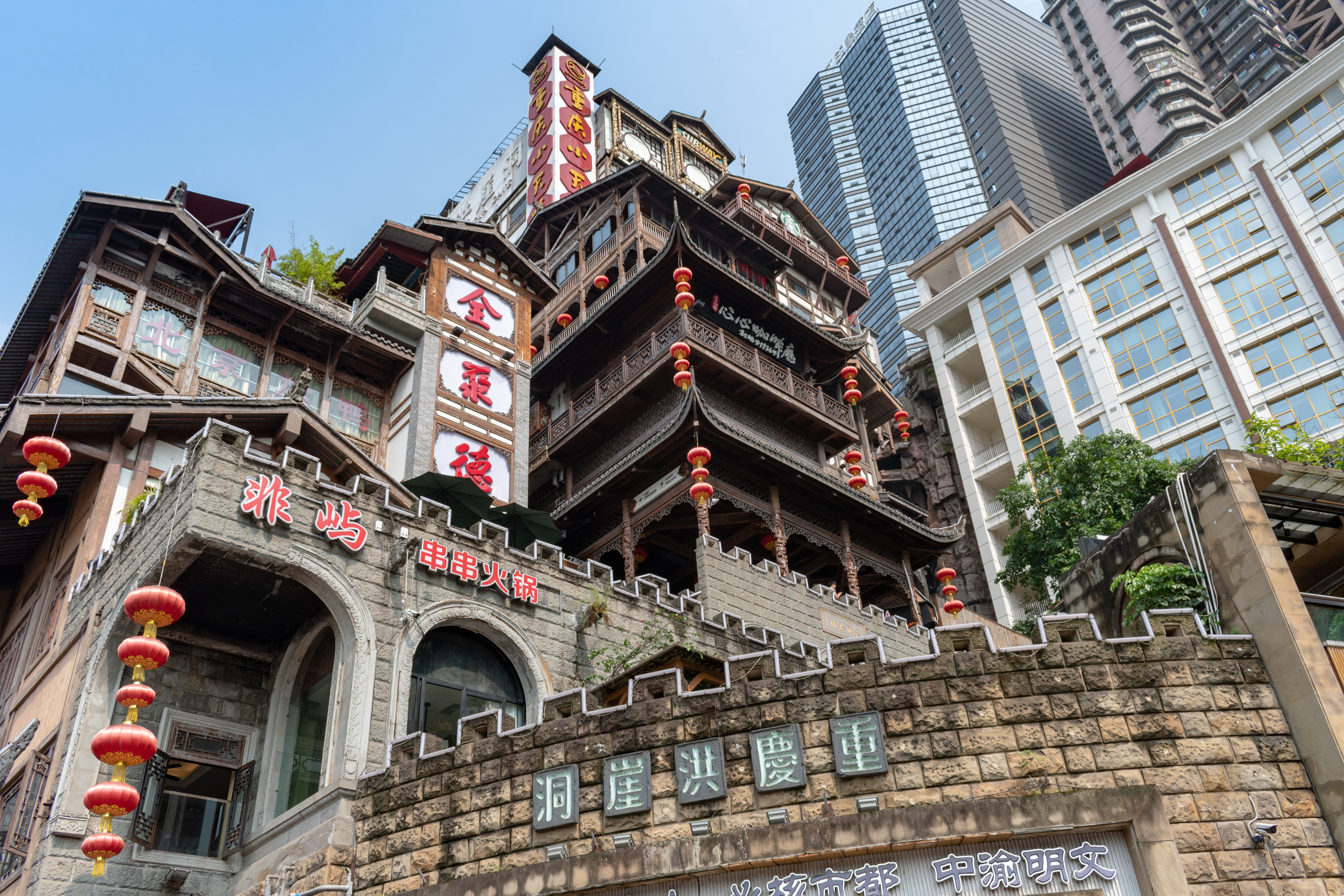
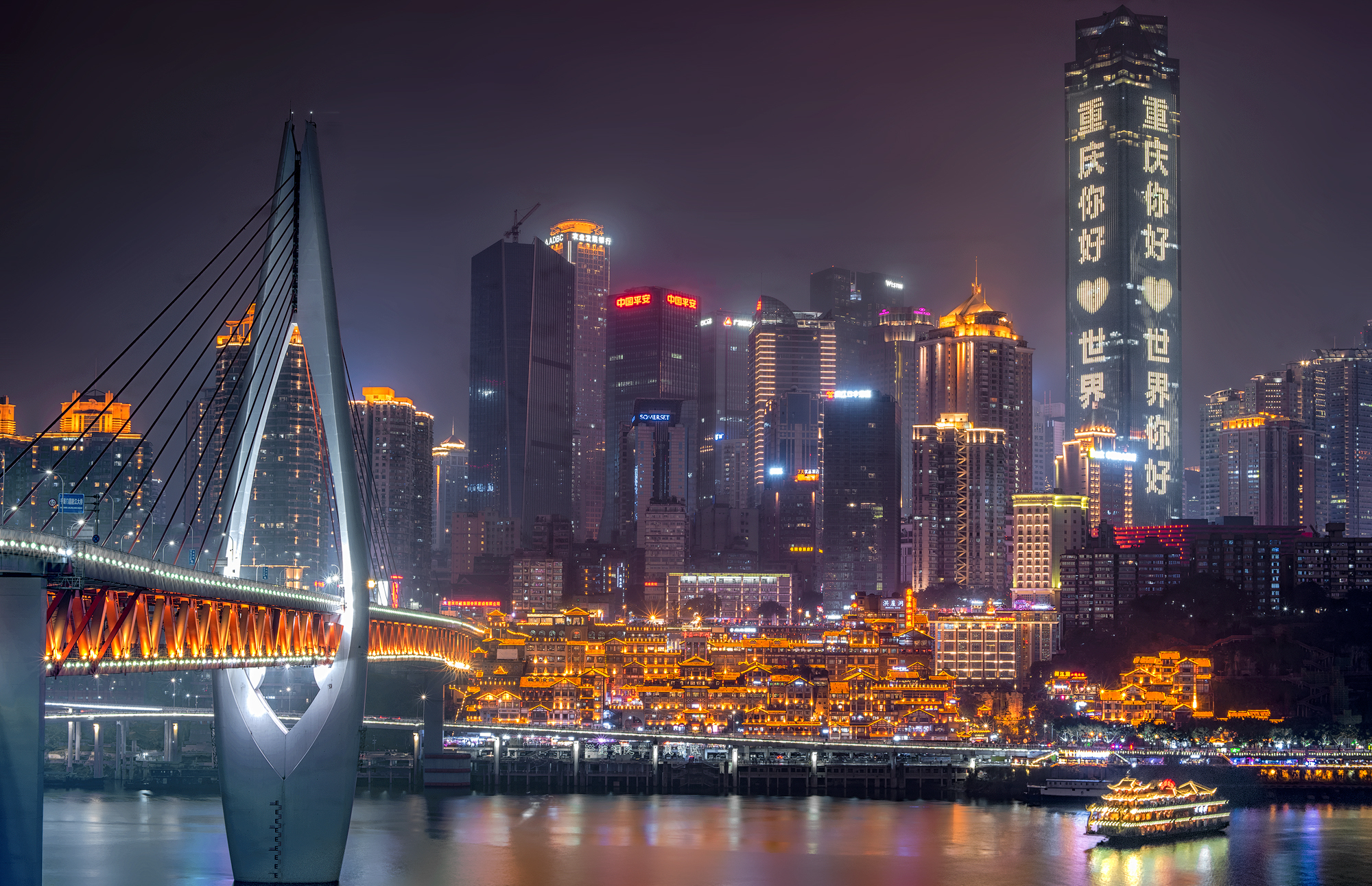
Vu depuis l'autre rive du fleuve
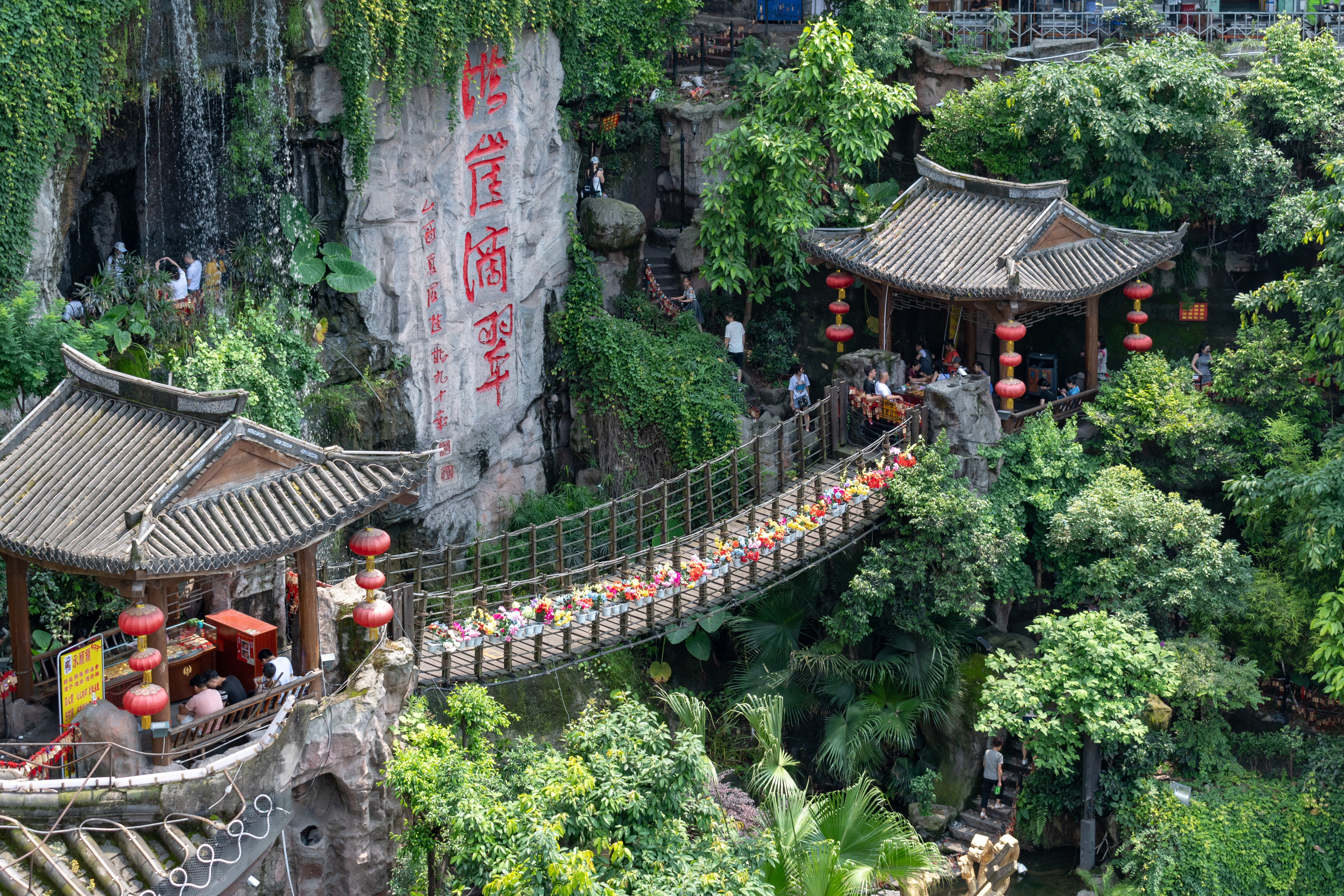
Pont et cascade
Intérieur